# Geschiedenis van Zürich (kanton)
Dit artikel gaat over de geschiedenis van het kanton Zürich. De geschiedenis van de gelijknamige stad Zürich loopt soms ook parallel aan die van het kanton.

## Vroegste geschiedenis
De vroegste sporen van menselijke bewoning stammen uit het derde millennium v.Chr. toen de Keltische stam der Helvetiërs het gebied dat nu het kanton Zürich omvat bewoonden (met name in het Mittelland en de noordelijke Alpenvalleien). In 15 v.Chr. werd het gebied veroverd door de Romeinen en werd het onderdeel van de Romeinse provincie Gallia Belgica en daarna van de provincie Germania Superior. De Romeinen bouwden diverse Castella, bij Irgenhausen, Nürensdorf en Oberwinterthur (Vitudurum). Later werd het Castellum Turicum (Zürich) gesticht. Voorts werd de Romeinse nederzetting (vicus) Cambiodunum (Kempten) en de nederzetting Dietikon opgericht.
Vanaf 260 n.Chr. beginnen de Alemannen met aanvallen op het huidige Noord-Zwitserland. Keizer Diocletianus voerde in 286 een rijkshervorming door en het gebied dat nu de steden Zürich en Winterthur omvat werden bij de provincie Maxima Sequanorum gevoegd. In het jaar 401 begonnen de Romeinen met de ontruiming van de Castella in de noordelijke Alpen en werd het gebied door de Alemannen veroverd die zich al gauw met de aanwezige Gallo-Romeinse bevolking vermengen. In 534 werden de Alemannen door de Franken onderworpen.

### Kerstening
In de 7e eeuw werd het Alemannische deel van het Frankische Rijk bestuurd door de Merovingen en de Karolingen. Ierse monniken brengen het christendom en de bevolking wordt gekerstend.
De Franken stichtten het graafschap Zürich dat als gouw een bestuurlijke eenheid wordt. Het gebied dat nu het kanton Aargau vormt, werd bij dit gouw gevoegd, maar werd later deel van Thurgau.

## Middeleeuwen
Bij de verdeling van het Frankische Rijk kwam Zürich aan het Oost-Frankische Rijk van Lodewijk de Duitser (9e eeuw). Lodewijk de Duitser sticht het Fraumünsterklooster. Het klooster bleef tot aan de Reformatie een benedictinessen-klooster. Het bijzondere was dat de zusters het recht hadden uit te treden en daarna te trouwen. De Karolingische koningen bouwden een palts en als paltsstad werd Zürich - sedert de 10e eeuw stadsrechten - een belangrijke plaats in het hertogdom Zwaben. In Zürich werden meerdere zittingen van de rijksdag gehouden. In de 11e eeuw werden de Habsburgers oppermachtig in Duitstalig Zwitserland. In 1218 stierf het geslacht van de hertogen van Zähringen uit en werd de stad Zürich een vrijstad van het Heilige Roomse Rijk en kwam onder rechtstreeks keizerlijk gezag. De landelijke gebieden bleven in handen van diverse adellijke families en de geestelijkheid. De belangrijkste adellijke families waren de graven van Kyburg, de baronnen van Regensberg, de graven van Rapperswil en de graven van Toggenburg. De belangrijkste geestelijke grondeigenaren waren de kloosters Fraumünster, Sant Gallen, Einsiedln, Rheinau en Reichenau. De macht van de bisschop van Konstanz was ook groot. Met het van de machtige adellijke familie Kyburg kwamen hun goederen aan het huis Habsburg.

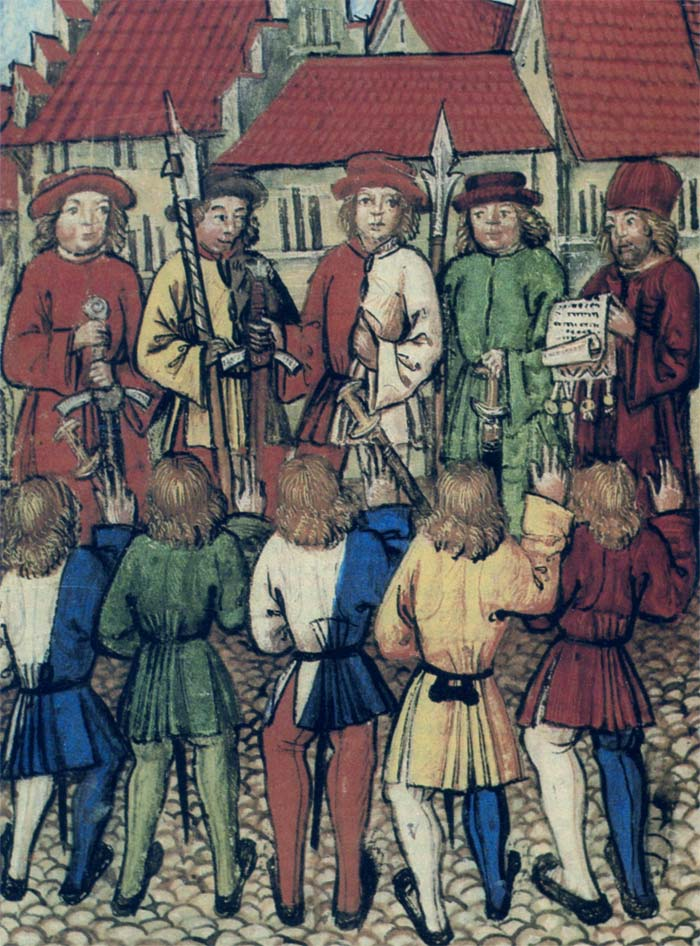
De burgers van Zürich zweren trouw aan het eedgenootschap, 1 mei 1351

In de 13e eeuw nam de expansie van de stad Zürich toe en de dorpen en stadjes rond het meer van Zürich kwamen onder haar bestuur te vallen. In 1351 sloot de stad het eeuwig verbond en sloot het zich aan bij het eedgenootschap en keerde het zich daarmee nadrukkelijk tegen de regionale macht van de Habsburgers. In de 15e eeuw behoorde al praktisch het gehele kanton tot de stad Zürich en in 1467 werd Winterthur van de Habsburgers gekocht. Het zogenoemde Zürcher Landschaft (Zürich-Landschap) werd verdeeld onder de landvoogdijen Regensberg, Kyburg, Andelfingen, Grüningen, Greifensee en Küsnacht, Horgen en Maschwanden-Freiamt. De landvoogdij Sax-Forstegg, thans deel van het kanton Sankt Gallen, maakte ook deel uit van het kanton Zürich. Sommige steden in het kanton bezaten stadsrechten dus werd de macht van Zürich-Stad beperkt over die steden, sommige delen van het kanton bezaten weinig autonomie en werden als innere Vogteien rechtstreeks bestuurd door de stad. Het kanton was praktisch een stadstaat geworden.

### Conflict om Toggenburg

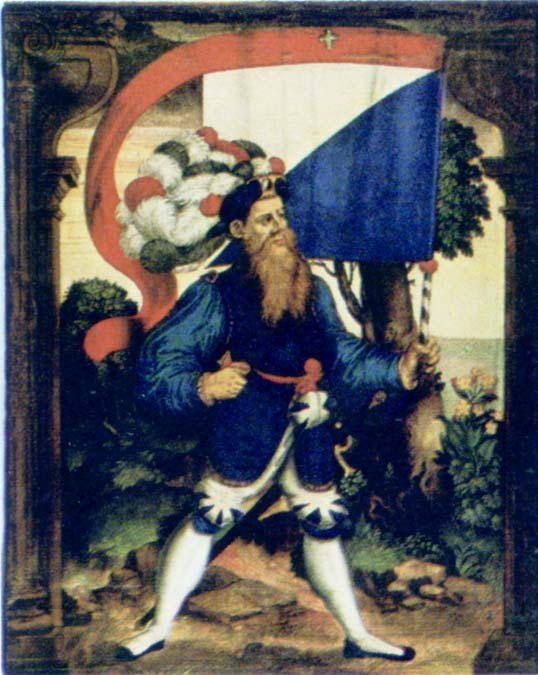
Vaandeldrager uit de stad Zürich, schilderij uit 1585 door Humbert Mareschet

Met het overlijden van graaf Frederik VII van Toggenburg in 1436 stierf het geslacht Van Toggenburg uit. Het kanton Zürich claimde het graafschap Toggenburg, de kantons Glarus en Schwyz claimden het land ook. In 1438 veroverde Zürich en in 1440 werd Zürich uit het eedgenootschap gezet. Zürich sloot daarop een alliantie met keizer Frederik III (1415-1493) die tot het huis Habsburg behoorde in de hoop een aanval van het eedgenootschap te kunnen afslaan. De oorlog brak spoedig daarna uit. Na een jarenlange oorlog werd er in 1450 vrede gesloten terwijl geen de partijen gebiedswinst had geboekt. Zürich zegde haar verdrag met de Habsburgers op en werd weer lid van het eedgenootschap.

## Van de Reformatie tot de Franse tijd

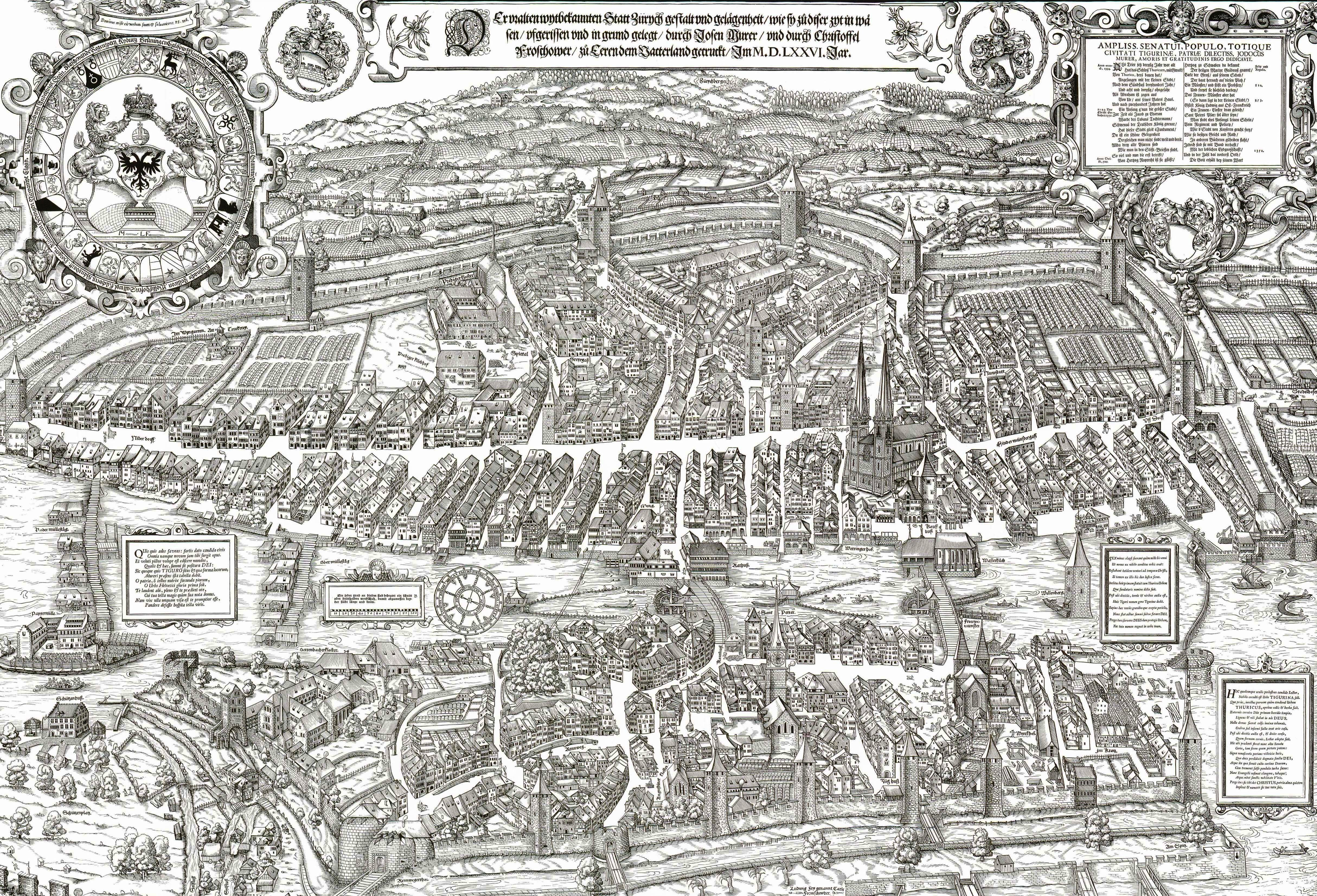
Kaart van de stad Zürich waarbij duidelijk de omwalling te zien is

In 1525 voerde de Raad van Zürich, die onder theologische leiding van Huldrych Zwingli stond, de Reformatie in. Gesteund door Zürich verspreidde de protestantse godsdienst zich over grote delen van het Duitstalige Zwitserland. Kloosters, kloostergoederen en Rooms-katholieke kerkgebouwen werden door de regering geconfisqueerd. De kloosterrechten kwamen in handen van de stad en de mensen moesten dus nog steeds een deel van hun inkomsten aan de kloosters afstaan die het vervolgens hun jaarlijkse inkomsten afdroegen aan de stad. Het geld werd besteed aan de armen- en zielzorg. In sommige onderhorige gebieden bleven de kloosters evenwel katholiek.
Zwingli kwam in 1531, tijdens de Tweede Kappeleroorlog om het leven.
Zürich werd een toevluchtsoord voor Gereformeerde vluchtelingen uit rooms-katholieke kantons. Vooral kwamen er veel vluchtelingen uit Ticino. Deze vluchtelingen brachten de zijde-industrie en de textielbranche tot grote bloei. In de 17e en 18e eeuw kwam de huisnijverheid in zwang.
Tijdens de vier godsdienstoorlogen speelde Zürich een belangrijke rol. In 1584 sloten de gereformeerde steden Zürich, Genève en Bern sluiten een pact.
In de loop van de 16e eeuw werd de democratische regeringsvorm van de stad vervangen door een aristocratische. In 1648 trad het Zwitserse Eedgenootschap uit het Heilige Roomse Rijk en werd Zürich een soevereine stadstaat, vergelijkbaar met Venetië en Genua en bestuurd door de burgemeester die tevens voorzitter van de Stadsraad was en de facto leider van het hele kanton. Wie de lijst van burgemeesters bekijkt, komt telkens dezelfde namen van patriciërsgeslachten tegen, zoals Leu, Escher, Fries, Von Orelli, Ott, Heidegger, Landolt enz.

### 18e eeuw
De toenemende macht van de stad en de benadeling van het platteland, leidde in 1794/1795 tot een grote opstand van de plattelandsbevolking. Op 3 februari 1798 keerde de in ballingschap verblijvende plattelandsleider en radicale revolutionair Johann Caspar Pfenninger terug en tijdens een congres van 72 afgevaardigden van plattelandsgemeenten eiste hij gelijkberechtiging van het platteland en stad. De Stadsraad verklaarde zich op 5 februari akkoord en stelde een grondwetgevende vergadering van 176 personen, de zogenaamde Landeskommission ("Landscommissie") in. Op 21 februari 1798 kwam de Landeskommission voor het eerst bijeen. Het werd geen succes en na enige dagen ging de commissie na een ruzie uit elkaar.

## Franse tijd

### Helvetische Republiek
Op 6 maart 1798 viel het Franse revolutionaire leger West-Zwitserland binnen. De revolutionairen van de Landeskommission en het Revolutionair Comité van Küsnacht schikten zich direct naar de wensen der Fransen en er werd een volksvergadering voor het kanton Zürich opgericht. De burgemeester van de stadstaat Zürich, Heinrich Kilchsberger droeg zijn macht over aan de Landeskommission en Hans Conrad von Wyss, die bereid was tot samenwerking met de Fransen, werd stadhouder.
Men zag echter al gauw in dat men de ervaren bestuurders van het ancien régime nodig had in het bestuur van het kanton. Oud-burgemeester Kilchberger werd daarom tot voorzitter van de kantonsvergadering gekozen die tot 14 april 1798 de uitvoerende macht in handen had. Op 26 april 1798 werd de kantonnale autonomie van Zürich opgeheven en werden stad en platteland als bestuurlijke eenheden gescheiden. Zürich maakte nu deel uit van de gecentraliseerde Helvetische Republiek.
Met de instelling van de Helvetische Republiek werden de onderhorige gebieden van Zürich afgenomen. Rheinau en Urdorf werden echter bij het kanton gevoegd. Het bestuur in de kantons werd uitgeoefend door een door de centrale regering aangestelde stadhouder, zo ook in Zürich. Het kanton werd opgedeeld in 15 districten. Er brak al snel en ruzie uit tussen de unitariërs en de federalisten. De eersten waren tegen de kantonnale autonomie en dus voorstanders van de Helvetische Republiek, de tweeden wilden de kantonnale autonomie hersteld zien. (De situatie is vergelijkbaar met die tijdens de Bataafse Republiek, toen er een soortgelijk conflict was tussen unitariërs, federalisten en moderaten.)

### Herstel van de autonomie
In 1803 kwam er een einde aan de ruzie tussen federalisten en unitariërs toen Napoleon, de nieuwe Franse machthebber, de autonomie van de Zwitsers kantons herstelde. Op 21 april 1803 werd Hans von Reinhard aangesteld tot Ambtsbürgermeister van de stad Zürich en werd niet alleen het hoofd van de stad, maar van het gehele kanton. Het ambtsburgemeesterschap werd aan een termijn van een jaar gebonden. Er kwam een Kleine Raad en een Grote Raad, een soort parlementen die onder leiding kwamen te staan van twee "burgemeesters." Er werd het censuskiesrecht ingevoerd en iedere man die een vermogen bezat van fr. 5000 mocht stemmen. Omdat er meer vermogende mensen in de stad dan op het platteland woonden, werden de stedelingen bevoordeeld.
In 1804 kwam de plattelandsbevolking in opstand tegen het kantonbestuur omdat zij de tienden weigerden te betalen. De opstand ("Bockenkrieg") werd door troepen van het eedgenootschap onderdrukt. In hetzelfde jaar reisde Hans von Reinhard (de ambtsburgemeester van 1803) naar Parijs af om als delegatielid van het eedgenootschap de kroning van Napoleon bij te wonen.

## Restauratie

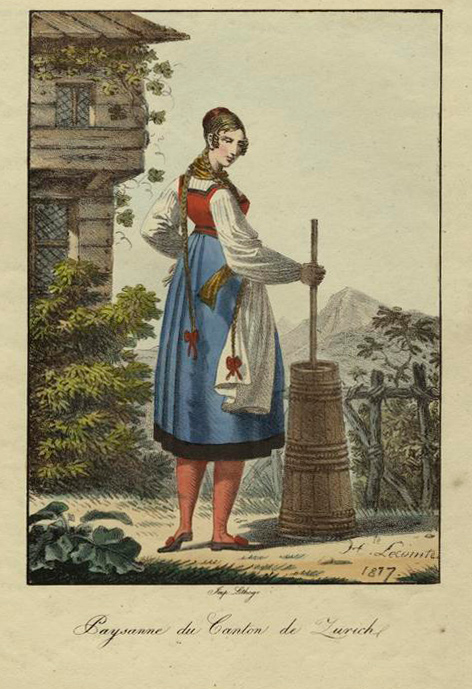
Afbeelding van een boerin uit Zürich in 1817

In 1813 trekken de Fransen zich uit Zwitserland terug en begon de periode van de Restauratie. Hans von Reinhard speelde als voorzitter van Tagsatzung een belangrijke rol in deze periode.
Met het vertrek van de Fransen werd de kantonsgrondwet van 1803 afgeschaft en kwam er een grondwetgevende vergadering bijeen. Veel mensen waren bang dat alles weer werd zoals voor de Franse inval, en kwamen in opstand. Met hulp van het leger wist de regering van Zürich de opstand de kop in te drukken. Op 6 juni 1814 keurde de Grote Raad de nieuwe grondwet goed. De grootste verandering ten opzichte van de grondwet van 1803 was dat van 212 leden van de Grote en Kleine Raad er 130 uit de stad Zürich moesten komen. Dit riep niet alleen verzet op van de plattelandsbevolking maar ook van de andere steden die zich ook benadeeld voelden. Andere veranderingen waren dat de scheiding der machten en de volkssoevereiniteit werden afgeschaft.
Het kanton werd opgedeeld in 11 Oberämter. De leiding lag in handen van een voor zes jaar door de Kleine Raad gekozen Oberambtmänner.

## Negentiende eeuw
Na de invoering van de conservatieve grondwet begonnen jonge liberalen en radicalen in Zürich zich te roeren. Zij zagen niets in de grondwet en wilden er een liberale voor in de plaats. Er werden schutters- en zangverenigingen opgericht, die in werkelijkheid geheime liberale genootschappen waren.
In juli 1830 maakte een revolutie in Frankrijk een einde aan het koningschap van Karel X. De conservatieve regering van Zürich was bang voor ongeregeldheden en gaf daarom de opdracht een nieuwe grondwetgevende vergadering op te richten waarin ook liberalen zitting mocht nemen. Op 1 november 1830 werd de grondwetgevende vergadering geïnstalleerd. De grondwetswijzigingen die de vergadering voorstelde waren voor de radicalen en liberalen, zoals Ludwig Snell en Johannes Hegetschweiler ontoereikend. De radicalen riepen daarop een Landsgemeinde (openbare volksvergadering) bijeen te Uster. Deze bijeenkomst werd de Ustertag genoemd en er kwamen meer dan 10.000 mensen, meest plattelanders en inwoners van Winterthur op af. De Landsgemeinde eiste verregaande hervormingen. Uiteindelijk gingen de Grote Raad en de regering op 27 november akkoord. Op 14 december 1830 kwam een nieuwe, door liberalen gedomineerde Grote Raad bijeen. Op 10 maart 1831 keurde een meerderheid van de bevolking een nieuwe, liberale grondwet, goed. Op 10 april werd de grondwet in de parochiekerken van het kanton afgekondigd. De grondwet garandeerde vrijheid van godsdienst en gewetensvrijheid, alsook persvrijheid en scheiding der machten. Na 1830 behoorde Zürich tot de "geregenereerde" (vernieuwende) kantons, zoals Thurgau, Solothurn en Bern. Later komen er nog meer liberale kantons die het Siebnerkonkordat tekenden.
De belangrijkste hervormingen was dat de plattelands- en stadsbevolking volledig aan elkaar gelijk werden gesteld. Dit nam niet weg dat de macht voorlopig nog in handen was van de stad Zürich. In 1832 werden de vestingwerken rondom de stad Zürich weggehaald om zo symbolisch aan te tonen dat de scheiding tussen stad en platteland was opgeheven en de speciale belastingen die de plattelandsbevolking aan de stad moest betalen werd afgeschaft.
In de jaren 30 van de negentiende kwam de industrialisering in een stroomversnelling. De mechanisering van de textielindustrie wekte de woede van velen, die bang waren dat de machines het werk zouden overnemen. Zij hoopten op een verbod op mechanisering van regeringswege, maar toen deze uitbleef staken woedende textielarbeiders de moderne fabriek Corrodi & Pfister in brand staken. Een maatregel van regeringswege die veel onvrede wekte bij de plattelandsbevolking was de secularisering van het onderwijs en er werd centrale kweekschool opgericht. Door de secularisering van het onderwijs konden predikanten geen onderwijs meer geven, iets wat tot dan toe heel normaal was. (Zij moesten zich beperken tot het geven van godsdienstonderwijs.) Aan de nieuwe Universiteit Zürich die in 1833 werd een liberale theologische faculteit geopend en de Duitse vernieuwingstheoloog David Friedrich Strauss - die veel stof deed opwaaien met zijn boek Das Leben Jesu ("Het Leven van Jezus") werd aangesteld tot hoogleraar theologie.

### Züriputsch

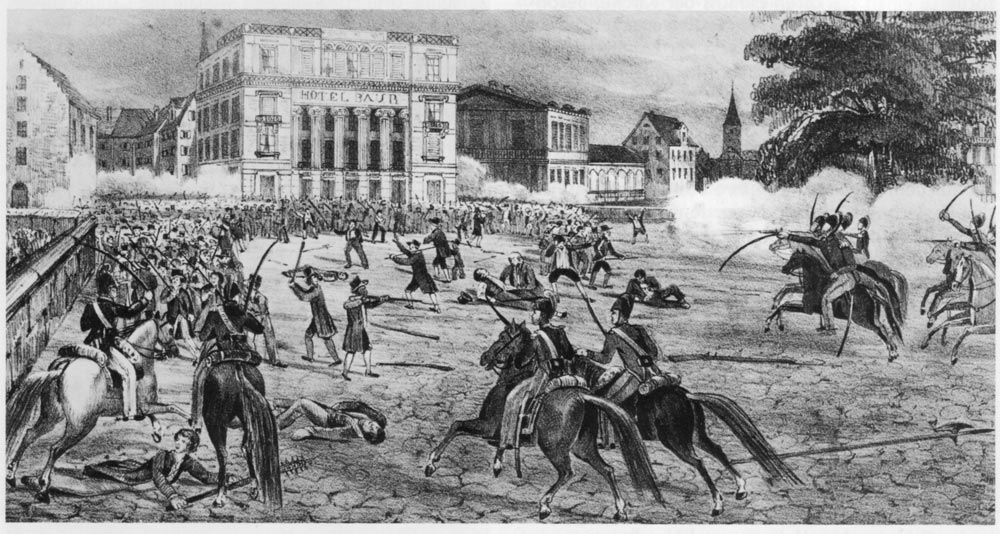
Strijd tussen de regeringstroepen en de plattelandsbevolking tijdens de Züriputsch

De benoeming van Strauss leidde tot een groot protest, met name onder de plattelandsbevolking. De regering van Zürich zag zich genoodzaakt Strauss als hoogleraar te ontslaan. Intussen was er door de conservatieve oppositie een Geloofscomité' opgericht dat fel gekant was tegen de hervormingen van de regering en zagen dezen als een bedreiging van het geloof (d.i. de Gereformeerde Kerk van Zwitserland). Het comité nam de vorm van een tegenregering en bereidde een staatsgreep voor. De druppel die de emmer deed overlopen voor het comité was het gerucht dat het kanton Bern een leger zou sturen om de regering te handhaven bij een eventuele coup. (Overigens had de regering van Zürich niet om hulp gevraagd.) Op 6 september 1839 trokken kwade plattelanders onder leiding van dominee Bernhard Hirzel van Pfäffikon (normaal gesproken een doorgaans liberaal denkend man) naar de stad Zürich en namen de macht in het kanton over (9 september). De interim-regering schreef daarop verkiezingen die werden gewonnen door de conservatieven. Johann Konrad von Muralt volgde Konrad Melchior Hirzel als ambtsburgemeester op.
Het zogenaamde "septemberregime" hield stand tot 1845, toen de liberalen en radicalen weer aan de macht kwamen.

### Van de Sonderbundskrieg tot de twintigste eeuw

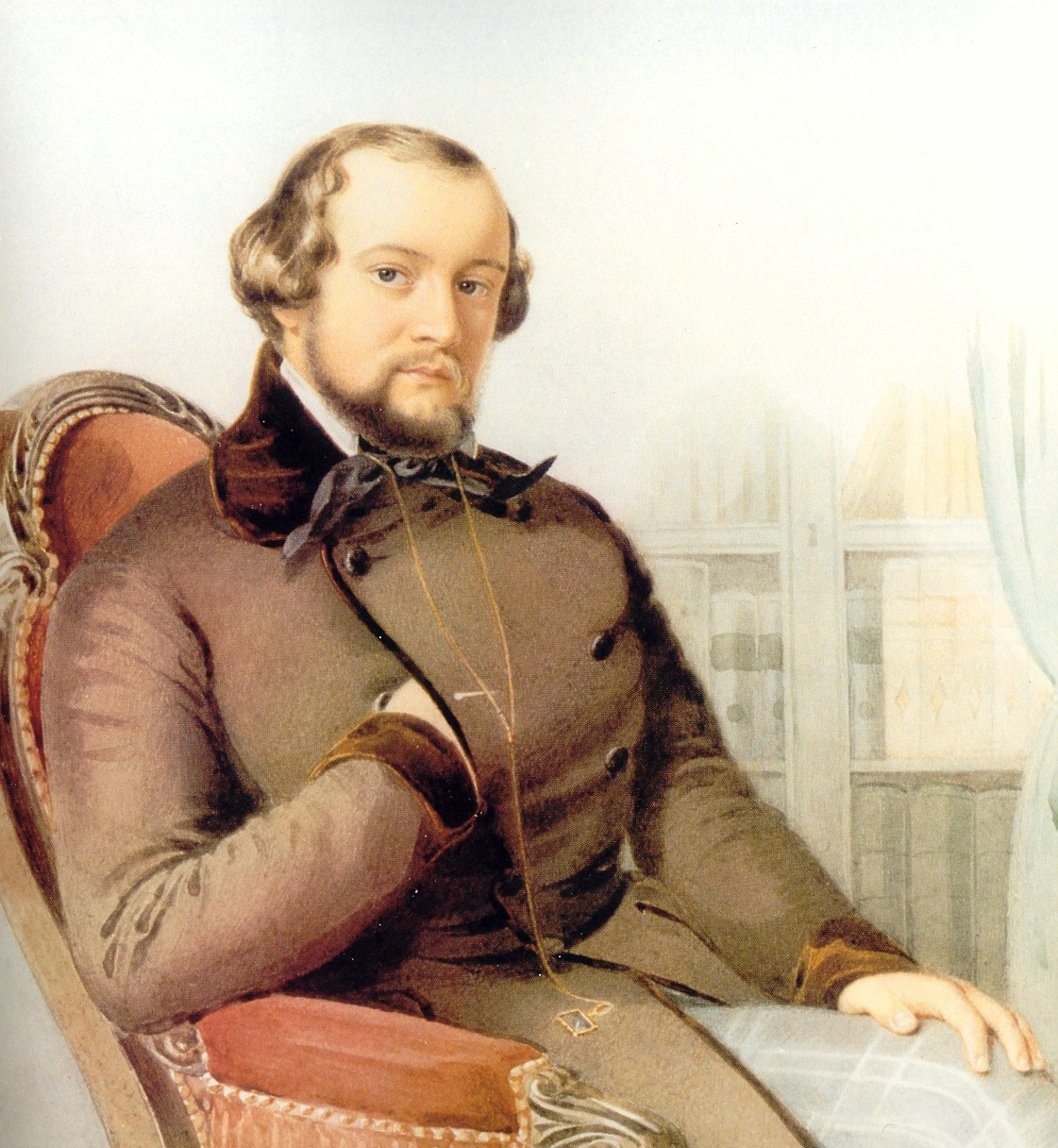
Alfred Escher

Tijdens de Sonderbundskrieg (1847) streden Zürcher soldaten aan de zijde van de liberale kantons tegen de kantons van de Sonderbund. De burgeroorlog werd door de liberale kantons gewonnen en in 1848 werd het eedgenootschap omgevormd in een moderne democratie (Bondsrepubliek Zwitserland).

In het kanton Zürich was de tweede liberale periode aangebroken die gekenmerkt werd economisch liberalisme. Grote man achter het economisch liberalisme in Zürich was Alfred Escher. Escher, afkomstig uit een rijk patriciërsgeslacht creëerde het zogenaamde "Systeem Escher", hetgeen inhield: vrije markteconomie en ervoor zorgen dat de liberalen aan de macht bleven. Aanhanger van het Systeem Escher was onder andere Gottfried Keller, de stadsschrijver van Zürich. Escher was sinds 1848 lid van de Regering en in 1849 de laatste ambtsburgemeester van het kanton Zürich, vervolgens was meerdere malen president van de Regering. Door zijn grote macht werd hij ook wel koning "Alfred I" genoemd. In 1854 was hij nauw betrokken bij de oprichting van de Eidgenössische Technische Hogschule (ETH).
Omstreeks 1863 kwam er verzet tegen het Systeem Escher, vooral van radicale zijde. Door het Systeem Escher bleef de macht beperkt tot een kleine groep liberale bureaucraten, die overigens al een stuk conservatiever waren geworden en de radicalen tegenwerkten. In de jaren 60 liep de economische groei terug en een cholera-uitbraak luidde het begin van het einde in voor het Systeem Escher. De radicalen, georganiseerd onder de naam "democratische oppositie," die onder leiding stonden van de stadspresident van Winterthur Johann Jakob Sulzer, uitgever van de Winterthurer Landboten Salomon Bleuler, de arts Fritz Scheuchzer uit Bülach, de directeur van Veterinair Instituut Rudolf Zangger en volkstribuun en advocaat Friedrich Locher. Zij wilden voorgoed een einde maken aan de macht van de stad Zürich en die van de liberalen.
In 1865 lukt het de radicalen om een grondwetsherziening in progressieve zin door te drijven. In december 1867 organiseerde de radicale oppositie Landsgemeinden (volksvergaderingen) in heel het kanton. Deze mondden al snel uit in massademonstraties tegen het regime. Het regime beloofde een volksstemming te houden over het al dan niet invoeren van een nieuwe grondwet. Een ontwerpgrondwet werd in april 1869 door de kiezers werd goedgekeurd. De nieuwe grondwet voorzag in directe democratie en referenda. Het kantonnaal parlement en de regering moesten voortaan direct worden gekozen. De grondwet zou model komen te staan voor andere kantonnale grondwetten.
Sinds de invoering van de links-liberale grondwet is Zürich een van de meest progressieve kantons van Zwitserland. Tot aan het begin van de 20e eeuw bleef de Radicale Partij (ook Democratische Partij genaamd) aan de macht, maar met de opkomst van de sociaaldemocratie aan het einde van de 19e eeuw won de Sociaaldemocratische Partij terrein. De stad Zürich werd rood, het platteland bleef grotendeels behoudend.

## Twintigste eeuw
In 1901 was Heinrich Ernst de eerste sociaaldemocratische voorzitter van de Regeringsraad. In 1916, tijdens de Eerste Wereldoorlog, werd de evenredige vertegenwoordiging ingevoerd. Hiermee werd de politieke dominantie van de vrijzinnigen (radicalen) gebroken en de positie van de SP versterkt. In 1920 werd aan de bevolking de vraag voorgelegd om het vrouwenstemrecht in te voeren. De mannelijke kiesgerechtigde bevolking sprak zich echter tegen invoering van het vrouwenstemrecht uit. In 1947 werd de kwestie opnieuw aan een referendum onderworpen, maar weer sprak men zich tegen het vrouwenstemrecht uit. Vanaf 1963 kunnen vrouwen uit Zürich echter wel hun kerkelijke synoden kiezen. Uiteindelijk werd het vrouwenstemrecht in 1969 op gemeentelijk niveau ingevoerd en in 1970 op kantonaal niveau. In 1971 volgde de invoering op federaal niveau en werden Hedi Lang, Martha Ribi-Raschle en Lilian Uchtenhagen de eerste drie vrouwen uit het kanton Zürich die werden verkozen in de Nationale Raad.
In 1910 werd de luchthaven Zürich-Dubendorf aangelegd die in 1948 werd vervangen door de luchthaven Zürich-Kloten. De urbanisatie neemt sinds de 20e eeuw een vogelvlucht en er zijn thans nog weinig landelijke gebieden in Zürich die niet zijn volgebouwd. Alleen in het zuiden en in de hooglanden (wijnbouw) vindt men nog uitgestrekte landschappen.

### Nieuwe grondwet
Op 27 februari 2005 stemde de bevolking in meerderheid voor de nieuwe grondwet. Zie: Zürich (kanton)#Politiek